# Stobaera testacea
Stobaera testacea är en insektsart som först beskrevs av Fowler 1905.  Stobaera testacea ingår i släktet Stobaera och familjen sporrstritar. Inga underarter finns listade i Catalogue of Life.